# UA1

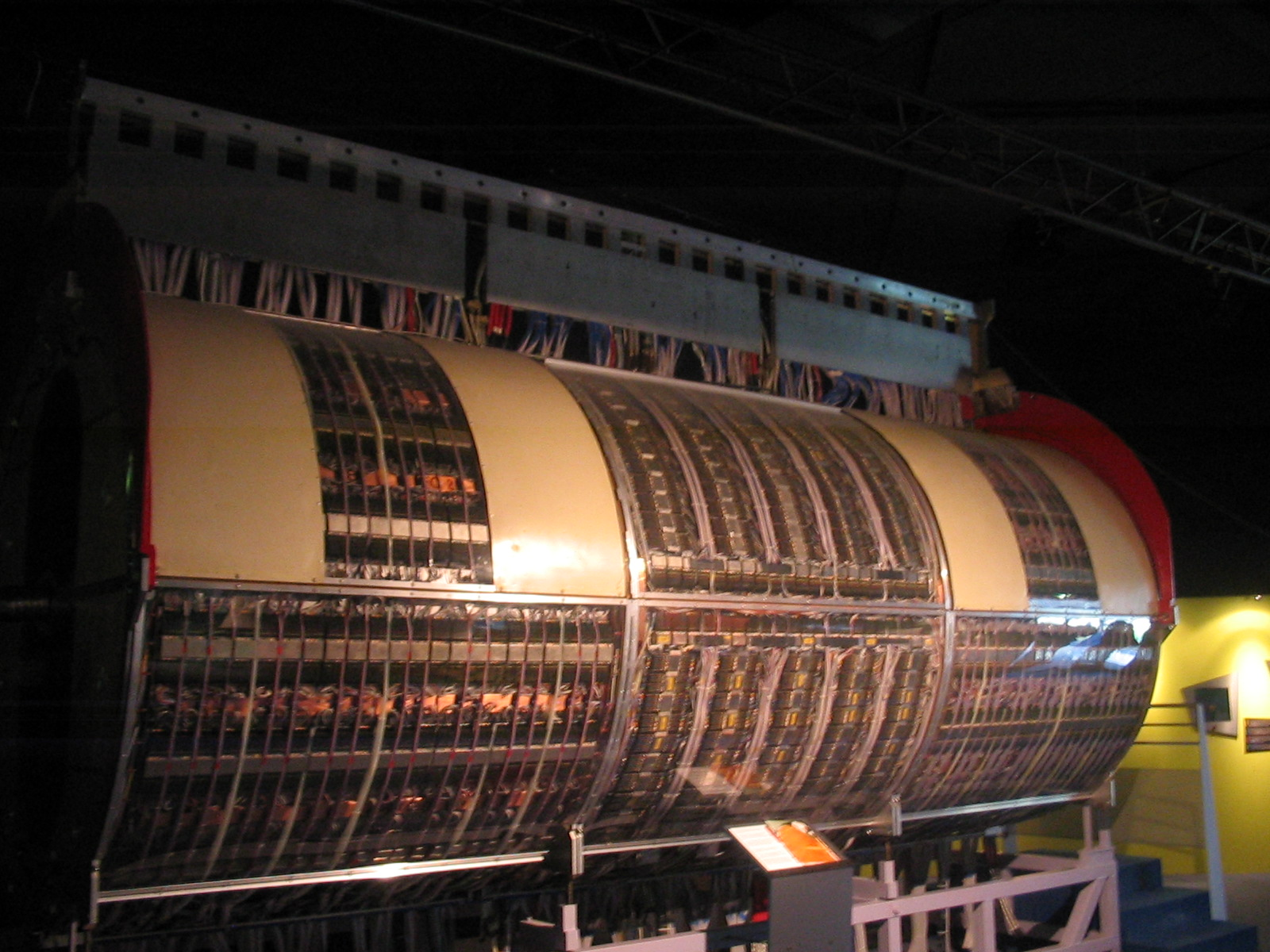
Sezione centrale dell'esperimento UA1, esposto al Museo Microcosm del CERN

L'esperimento di fisica delle particelle UA1 fu un esperimento del CERN, attivo dal 1981 al 1993 al collisore Super Proton Synchrotron (SPS). Il suo scopo era quello di permettere l'osservazione dei prodotti derivanti da urti ad altissima energia fra protoni e antiprotoni.
L'esperimento è famoso per la scoperta nel 1983 dei bosoni W e Z insieme all'esperimento UA2, che portò Carlo Rubbia e Simon van der Meer a vincere il Premio Nobel per la fisica nel 1984.
I nomi UA1 e UA2 derivano da "Underground Area" (area sotterranea): data l'enorme estensione dell'acceleratore Super Proton Synchrotron (SPS), la collisione avveniva in un punto di interazione nel sottosuolo collocato al di fuori dei due siti principali del CERN (Meyrin e Prevessin).
Il rivelatore dell'esperimento UA1 fu di grande importanza per comprendere la complessa fenomenologia delle interazioni protone-antiprotone. Giocò un ruolo di primo piano nell'identificazione dei pochissimi eventi di produzione dei bosoni W e Z tra miliardi di collisioni. Venne proposto nel 1978, e il progetto fu portato a termine negli anni 1978-1979.

## Storia
UA1 (Underground Area, Experiment One) con il quale nel 1983, al CERN di Ginevra, venne scoperta la particella elementare denominata Z0 già prevista teoricamente ma mai osservata sperimentalmente prima di allora. La Z0, che tecnicamente è un bosone ovvero un mediatore di forza, è ritenuta dai fisici una delle particelle più importanti e la conferma della sua esistenza ha contribuito a verificare la correttezza delle attuali teorie sui componenti ultimi della materia e sulle forze che agiscono tra essi. Insieme al rivelatore UA2 - dalle funzioni analoghe ma progettualmente diverso dal primo - l'UA1 permise inoltre la scoperta delle particelle W+ e W-, anch'esse cercate a lungo prima della loro individuazione. Grazie all'esperimento si è potuta dimostrare l'ipotesi secondo cui due forze fondamentali della natura, quella elettromagnetica e quella nucleare debole, sono in realtà due manifestazioni diverse di un'unica forza, detta elettrodebole. La scoperta consolida così l'idea che tutte le forze non gravitazionali presenti in natura possano essere unificate secondo quella che è nota come teoria della grande unificazione (GUT) secondo un processo simile a quello che nell'Ottocento si ebbe con la teoria dell'elettricità e quella del magnetismo, grazie a James Clerk Maxwell. L'importanza di tali scoperte fu tale che ai responsabili dell'esperimento, l'italiano Carlo Rubbia e l'olandese Simon van der Meer, venne assegnato solo un anno dopo (1984) il Premio Nobel per la fisica.
SPS venne utilizzato inizialmente per fornire particelle veloci a un'altra grande macchina sviluppata dal CERN, il LEP (Large Electron-Positron Collider), ma venne poi dedicato interamente all'esperimento UA1. In seguito SPS viene usato come generatore di fasci protoni-antiprotoni all'interno dell'esperimento LHC costituendone a tutti gli effetti una parte essenziale. Anche in questo caso le scoperte che SPS sta permettendo di effettuare sono di straordinario valore scientifico (bosone di Higgs). L'esperimento è rimasto operativo dal 1981 al 1993.
Oltre cento fisici di tutto il mondo lavorano insieme per realizzare l'esperimento sotto la direzione scientifica di Carlo Rubbia, testimonianza di quanto, dalla metà del Novecento, la collaborazione internazionale sia diventata fondamentale per raggiungere risultati di tale livello nella ricerca.

## Descrizione

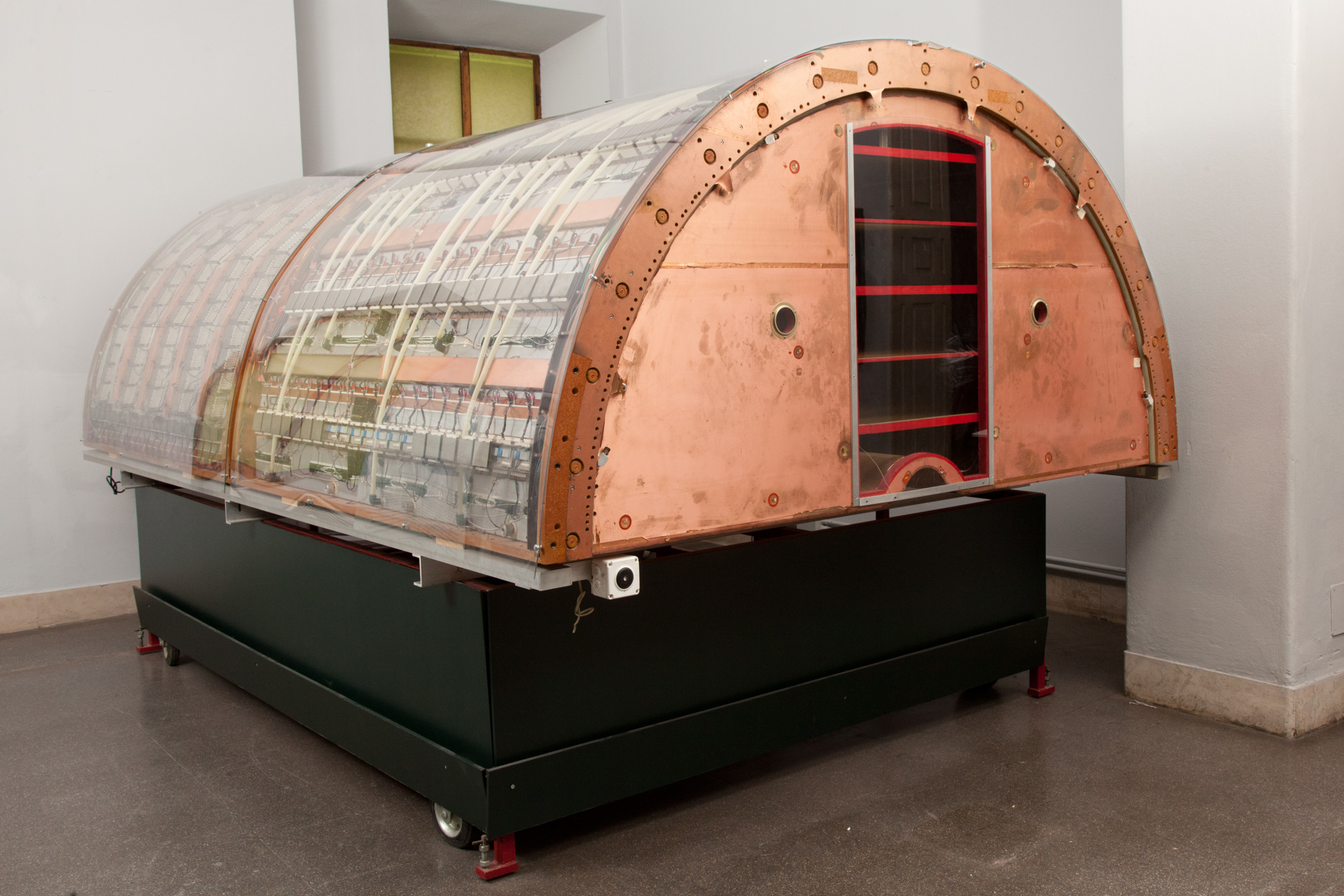
Sezione del rivelatore UA1 esposto al Museo nazionale della scienza e della tecnologia Leonardo da Vinci di Milano. Quella che si vede è una sezione del rivelatore centrale: la macchina originale era lunga quasi 6 metri e pesava 2000 tonnellate.

Il rivelatore UA1 fu un rivelatore molto complesso per l'epoca, venne progettato come rivelatore generico. Il rivelatore è composto da 6 camere cilindriche lunghe 5,8 m e dal diametro di 2,3 m, fu la più grande camera a deriva del mondo all'epoca. Grazie a un campo magnetico di 0,7 T, riusciva a ricostruire le tracce curvate delle particelle cariche, misurando il loro impulso, il segno della carica elettrica e il tasso di perdita di energia (dE/dx). Una miscela di argon-etano riempiva il rivelatore, gli atomi del gas si ionizzavano al passaggio delle particelle cariche, gli elettroni ionizzati che curvavano all'interno del campo elettrico venivano rivelati. La disposizione geometrica dei 17000 field wires and 6125 sense wires ha consentito una spettacolare ricostruzione interattiva in 3D degli eventi.
La macchina originale era lunga quasi 6 metri, del peso di circa 200 tonnellate e conteneva 6176 sottili fili metallici organizzati in piani verticali e orizzontali per rilevare le particelle generate dall'esperimento.
Lo strumento si presenta di forma semicilindrica; è posizionato con l'asse geometrico orizzontale e con la parte piatta in basso. L'interno dello strumento si presenta all'apparenza cavo ma in realtà contiene una griglia di parecchie centinaia di sottili fili di rame che servivano come rivelatori del passaggio di particelle cariche. Sulla parte esterna dello strumento sono posizionati gli apparati elettronici per la lettura dei segnali derivanti dalle interazioni fra le particelle elementari usate negli esperimenti.

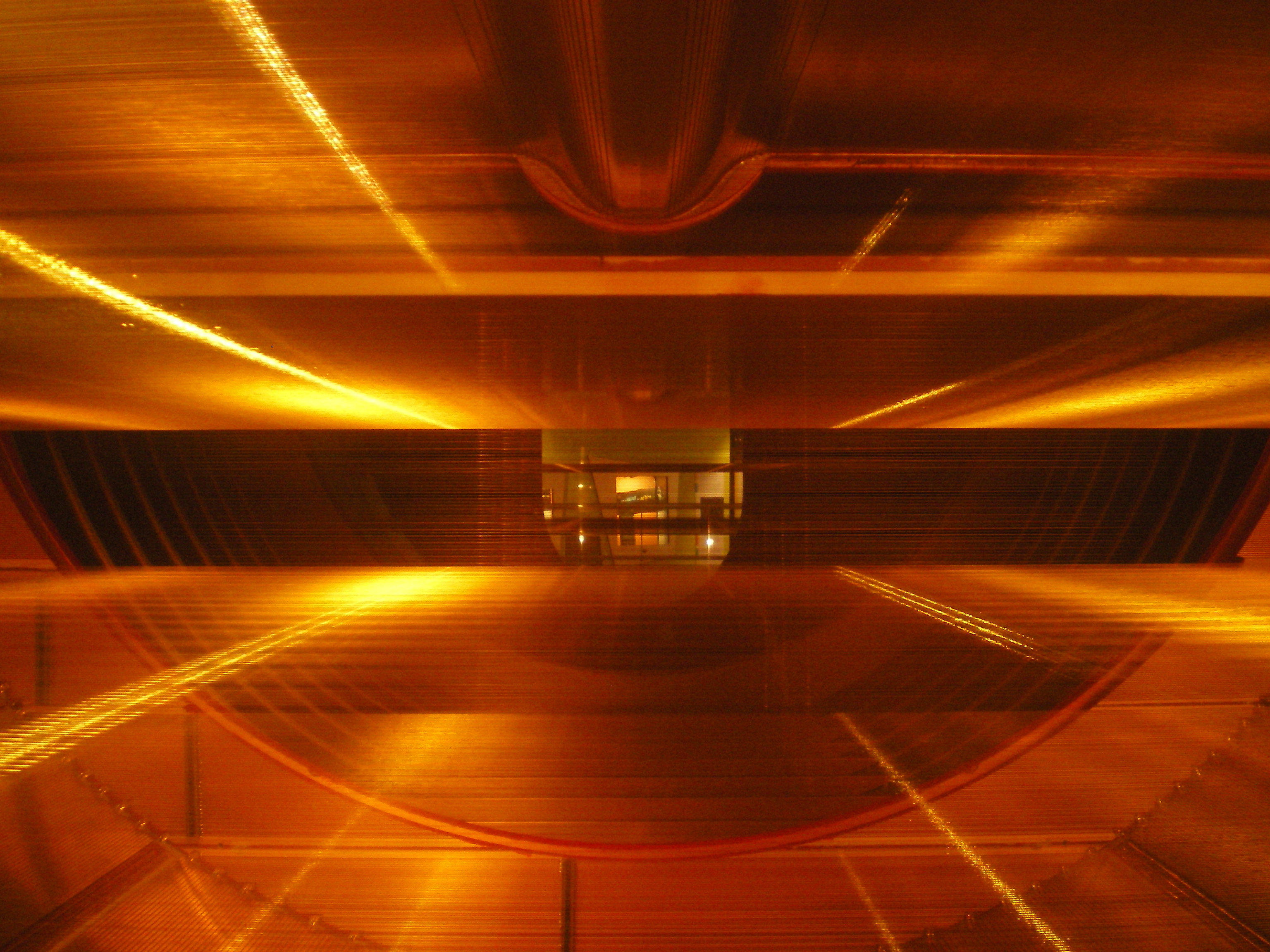
Interno del rivelatore UA1, visibile al Museo Microcosm del CERN

L'intera camera di rivelazione dell'UA1 (quella di cui lo strumento qui descritto è parte) aveva forma cilindrica, era lunga 5,8 metri e aveva un diametro di 2,3 metri. Come sempre accade nel caso della strumentazione per lo studio delle particelle elementari, l'apparato completo comprendeva anche una serie di strumenti ausiliari di grande complessità che rendevano lo strumento un oggetto dalle dimensioni imponenti e dal peso di circa 2000 tonnellate, all'epoca era il più grande del suo tipo (in gergo definito "camera a deriva"). Come in tutti i rivelatori di questa famiglia le particelle non venivano osservate direttamente. La loro presenza veniva invece dedotta osservando alcuni fenomeni correlati al loro passaggio come la ionizzazione degli atomi del gas con il quale venivano riempite le camere a vuoto presenti all'interno dello strumento. Gli elettroni che si sprigionavano venivano trasportati lungo un campo elettrico creato da fili di campo e collegati su fili di lettura. La disposizione geometrica di 17000 fili di campo e 6125 fili di direzione permetteva, grazie all'utilizzo di elaboratori elettronici di enorme potenza di calcolo, una rappresentazione grafica spettacolare degli eventi sia in 3 dimensioni che interattiva. Per poterle riconoscere con più facilità, le traiettorie delle particelle cariche venivano curvate utilizzando un campo magnetico di 0,7 tesla (ovvero 10000 volte più intenso di quello terrestre); ne veniva poi misurato il momento, il segno della carica elettrica e il tasso di perdita di energia (dE/dx). I fasci di particelle venivano prodotti e accelerati all'interno di una apposita macchina denominata SPS (Super Proto Sincrotone), un enorme anello di accumulazione lungo 6,9 km in grado di accelerare particelle (in genere protoni e elettroni con le rispettive antiparticelle) fino a 400 GeV di energia, ossia a velocità molto prossime a quella della luce.